# NGC 1386
NGC 1386 è una galassia a spirale relativamente vicina e situata nella costellazione dell'Eridano, a una distanza di circa 37 milioni di anni luce dalla nostra Via Lattea.

## Scoperta
La galassia è stata scoperta il 19 gennaio 1865 dall'astronomo tedesco Julius Schmidt.

## Descrizione
NGC 1386 fa parte dell'Ammasso della Fornace.

## Buco nero supermassiccio
Secondo uno studio pubblicato nel 2002, la massa del buco nero centrale di NGC 1386 è di 1,74 x 107 {\displaystyle M_{\odot }} (107,24 {\displaystyle M_{\odot }}).
Uno studio realizzato nel 2007 su 90 galassie del tipo Seyfert 2 utilizzando la dispersione di velocità ha permesso di stimare la massa del buco nero centrale di queste galassie. Per NGC 1386, la massa risulta uguale a 17 x 106 {\displaystyle M_{\odot }} (107,24).
Secondo un altro studio del 2008 condotto da Alister Graham su 76 galassie, il bulbo centrale di NGC 1386 contiene un buco nero supemassiccio con una massa di 1,2 x 106 {\displaystyle M_{\odot }}.
In un altro articolo del 2012, studi sulla dispersione della velocità nella regione centrale hanno permesso di stimare una massa di 2,63 x 107 {\displaystyle M_{\odot }} (107,42).
In un altro articolo del 2012, la conoscenza della massa del buco nero centrale e del suo tasso di accrezione permettono di stimare il tasso di formazione stellare nella regione centrale delle galassie del tipo Seyfert. Per NGC 1386, il tasso di formazione dovrebbe essere di circa 0,0054 {\displaystyle M_{\odot }} all'anno.

## Disco di formazione stellare attorno al nucleo

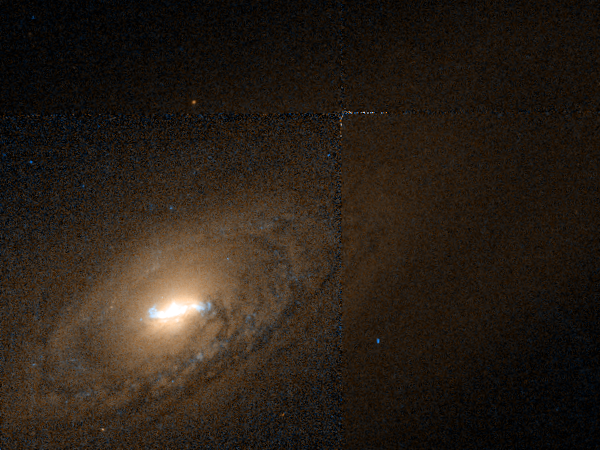
Il disco che circonda il nucleo centrale di NGC 1386 ripreso dal Telescopio spaziale Hubble.

Le osservazioni condotte con il Telescopio spaziale Hubble hanno permesso di rilevare un disco di attiva formazione stellare attorno al nucleo di NGC 1386. La dimensione del semiasse maggiore di questo disco è stimata in 1340 pc (~4370 anni luce).

## Gruppo di NGC 1386
NGC 1386 è la galassia più luminosa di un gruppo che porta il suo nome. Il Gruppo di NGC 1386 fa parte dell'Ammasso della Fornace e comprende almeno 7 altre galassie, cioè NGC 1375, NGC 1389, NGC 1396, NGC 1326B, ESO 358-59, ESO 358-60 e PGC 13449.
La designazione FCC 179 indica che NGC 1386 viene considerata un membro dell'Ammasso della Fornace nel catalogo di Henry Ferguson.